# Ippolit Wassiljewitsch Schpaschinski

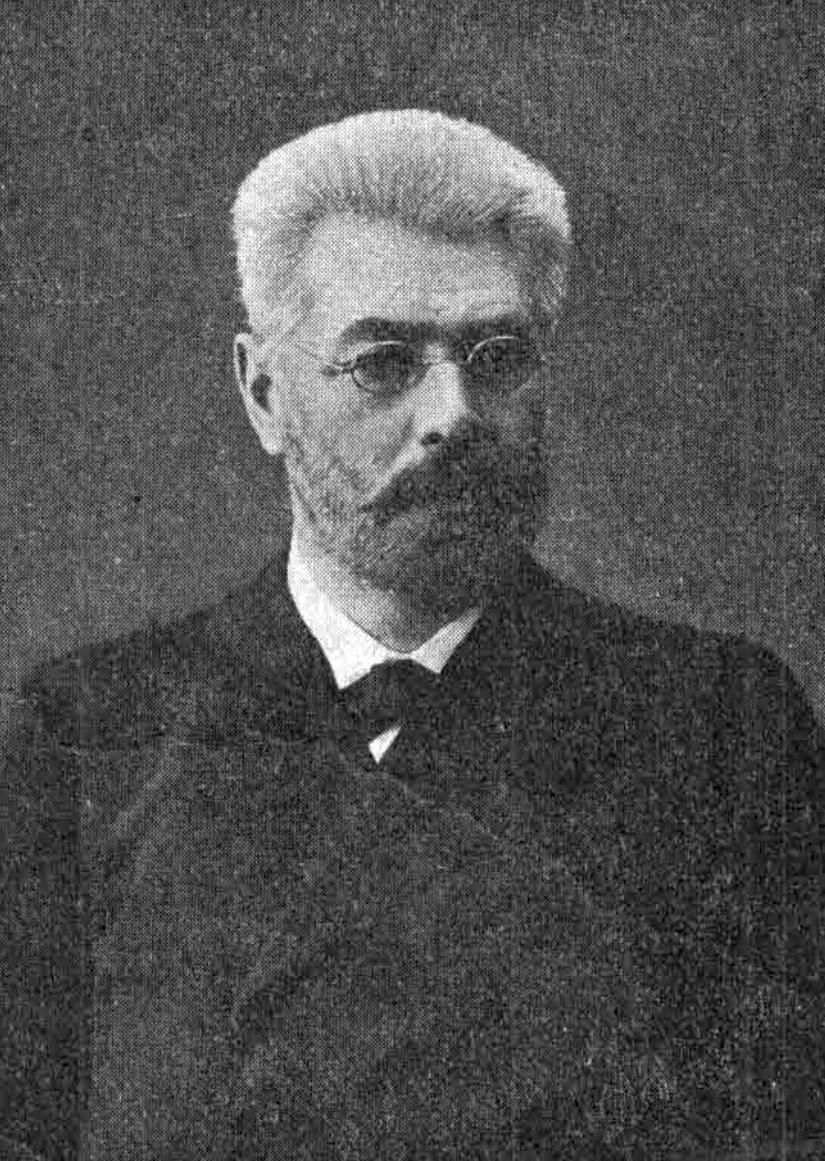
Ippolit Schpaschinskij

Ippolit Schpaschinski (russisch Ипполит Васильевич Шпажинскй; * 1. Apriljul. / 13. April 1848greg. in Tiflis, Russisches Kaiserreich; † 2. Februarjul. / 15. Februar 1917greg. in Moskau, Russisches Kaiserreich)  war ein russischer Schriftsteller.

## Leben und Wirken
Ippolit Schpaschinski stammte aus dem Gouvernement Woronesch. Dort besuchte er  die Kadettenschule und anschließend die Militärhochschule in Moskau. Danach studierte er Jura als freier Zuhörer.
1876 veröffentlichte Schpaschinski sein erstes Drama. Es folgten zahlreiche weitere Werke, darunter auch Novellen. Ippolit Schpaschinski wurde ein erfolgreicher Autor, dessen Stücke in russischen Theatern häufig gespielt wurden. 
Nach seinem Tod und den politischen Veränderungen in Russland geriet er fast völlig in Vergessenheit.
Heute gilt er als ein talentierter Epigone, der keine eigene Originalität entwickelte und dem Publikum gab, was es haben wollte.
Aufgeführt wird noch die Oper Die Zauberin (Чародейка) von Peter Tschaikowski mit seinem Libretto nach der gleichnamigen Novelle von 1884.
Das Drama Die Frau Majorin (Майорша, 1878) erschien 1894 in der deutschen Übersetzung von Heinrich Stümcke.